# Arsenito de sódio
Arsenito de sódio é um composto de fórmula NaAsO2. Sal sódico do ácido arsenioso. É um sólido cristalino consistindo de cátions sódio, Na+, e ânions catena-arsenito, [AsO2]nn-, que são cadeias infinitas de -O-As(=O)-, de estrutura similar à do dióxido de selênio (SeO2). É uma substância já reconhecida como carcinogênica (Manual de Segurança do IQ-USP).